# 云塔村
云塔村位于中国青海省玉树藏族自治州玉树县哈秀乡三江源国家级自然保护区内，通天河畔，面积约360平方公里，平均海拔4,629米。云塔村原是牧业村，2010年代以来以虫草收入为主。